# Быкова, Наталья Викторовна
Ната́лья Ви́кторовна Бы́кова (в замужестве — Звонарёва) (род. 17 августа 1958) — советская хоккеистка (хоккей на траве), полевой игрок. Бронзовый призёр летних Олимпийских игр 1980 года.

## Биография
Наталья Быкова родилась 17 августа 1958 года.
Играла в хоккей на траве за «Спартак» из Люберец, в 1979 году в его составе завоевала бронзовую медаль чемпионата СССР.
В 1980 году вошла в состав женской сборной СССР по хоккею на траве на летних Олимпийских играх в Москве и завоевала бронзовую медаль. Играла в поле, провела 5 матчей, мячей не забивала.
В 1981 году стала бронзовым призёром чемпионата мира в Буэнос-Айресе.
Мастер спорта международного класса.

## Личная жизнь
Муж Натальи Быковой Игорь Звонарёв (род. 1961) играл в хоккей с мячом. Их дочь Вера Звонарёва (род. 1984) — российская теннисистка, в 2008 году стала бронзовым призёром летних Олимпийских игр в Пекине.